# Cappello del prete
Il cappello del prete di suino (denominato a volte tricorno o cappelletto o prete) è un insaccato stagionato di forma triangolare che ricorda, per l'appunto, il cappello usato dai preti ed è riconosciuto come Prodotto agroalimentare tradizionale tipico della Bassa piacentina e della Bassa parmense.
Omonimo del taglio nobile della carne bovina, la quale viene però cotta da fresca (appena tagliata), come arrosti o lessata. 

## Etimologia
Il nome di cappello del prete deriva dalla particolare forma triangolare con una bombatura nella parte centrale che ricorda vagamente i cappelli a tre punte utilizzati in passato dai preti.

## Storia
Il cappello del prete di suino è un prodotto di antica origine. La sua preparazione era già diffusa nella tradizione della norcineria del Cinquecento, quando in Emilia veniva preparato per essere poi consumato durante le festività pasquali o durante il Carnevale.

## Preparazione
La carne utilizzata è quella della spalla di maiale. Questa viene prima disossata, quindi si procede a togliere i muscoli del fiocco della spalla e della scapola, dalla cotenna che viene accuratamente preservata per fungere da rivestimento esterno.
La carne così ottenuta viene quindi salata e speziata con pepe in grani ed erbe aromatiche e inserita nella cotenna. Lasciata a riposo un paio di giorni affinché la concia penetri interamente nei muscoli e terminata la fase di salatura, la cotenna viene cucita all'estremità. 
Infine si procede ad inserire il prete cucito, all'interno di due assi di legno serrate molto strettamente lungo l'asse longitudinale del cappello.
Normalmente lo si lascia asciugare e stagionare da un minimo di due settimane ad un massimo di due mesi (in base al clima), prima della cottura e del consumo.

## Consumo
Si consuma solo previa cottura che avviene attraverso una bollitura lenta di almeno quattro ore. Terminata la cottura  viene tagliato a fette di medio spessore e servito caldo accompagnato con purè di patate o lenticchie. Prima della cottura è buona norma lasciarlo una decina di ore in acqua fredda priva di sale per renderne morbida la cotenna.